# Laru Lombang
Laru Lombang is een bestuurslaag in het regentschap Mandailing Natal van de provincie Noord-Sumatra, Indonesië. Laru Lombang telt 621 inwoners (volkstelling 2010).